# Aleurocanthus zizyphi
L'aleurocanthus zizyphi és un insecte hemípter de la família dels aleiròdids.
El nom científic de l'espècie va ser publicat per primera vegada per Priesner & Hosny el 1934.